# Sisco
Sisco (korsisch Siscu) ist eine Gemeinde im französischen Département Haute-Corse auf der Mittelmeerinsel Korsika. Sie gehört zum Kanton Cap Corse im Arrondissement Bastia.

## Geografie
Sisco befindet sich auf der Halbinsel Cap Corse und grenzt im Osten an das Tyrrhenische Meer. Die Nachbargemeinden sind
- Pietracorbara im Norden,
- Brando im Süden,
- Olcani im Südwesten und im Westen,
- Ogliastro und Canari im Nordwesten.

Das Siedlungsgebiet liegt durchschnittlich auf 500 Metern über dem Meeresspiegel und besteht aus den Ortschaften
- Plaine de Sisco mit Marina de Sisco, Pieve, Vignale, Crosciano, Poraja, Moline, Ficaja, Partine, Turrezza und Sant’ Antone,
- La Mezania mit Balba, Chioso, Casella und Teghje,
- Montagne de Sisco mit Poggio, Monacaja, Barrgioni, Cipronascu, Busseto, Assalaccia und Pietrapiana.

## Bevölkerungsentwicklung
| Jahr      | 1962 | 1968 | 1975 | 1982 | 1990 | 1999 | 2006 | 2007 | 2012 |
| --------- | ---- | ---- | ---- | ---- | ---- | ---- | ---- | ---- | ---- |
| Einwohner | 485  | 497  | 501  | 514  | 616  | 743  | 901  | 923  | 1030 |

## Sehenswürdigkeiten
- ehemaliges Konvent Sainte-Catherine, ein Monument historique
- ehemaliges Konvent Sant’ Antone
- Kapelle Notre-Dame des Neiges
- Kapelle Saint-Joseph (korsisch San Ghiseppu)
- Kapelle San Giuvanni
- Kapelle San Michele
- Kapelle Santa Maria Nativita
- Kirche Saint-Martin
- Genueserturm von Monacaja
- Genueserturm von Balba
- Genueserturm von Crosciano

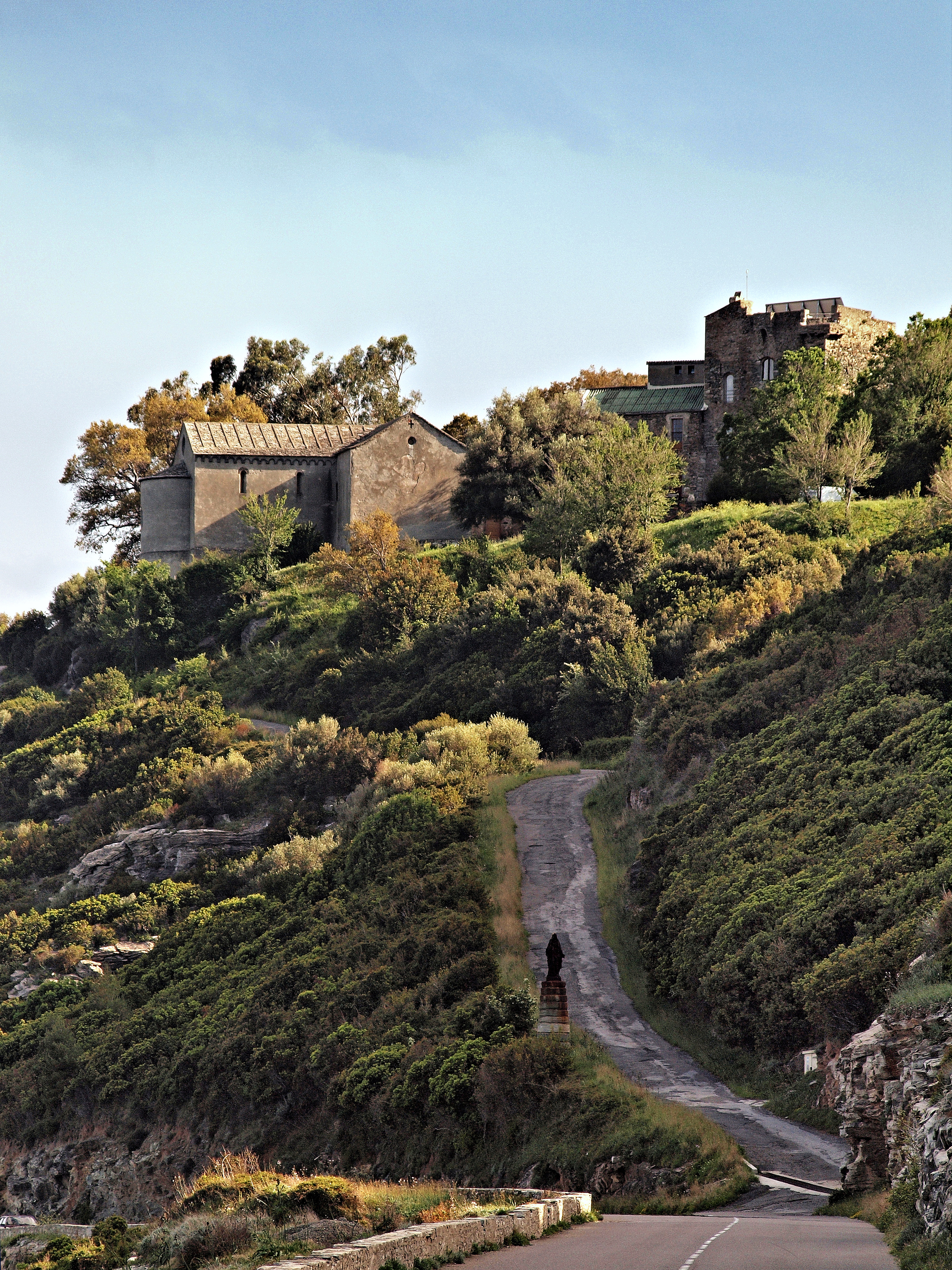
Ehemaliges Konvent Sainte-Catherine
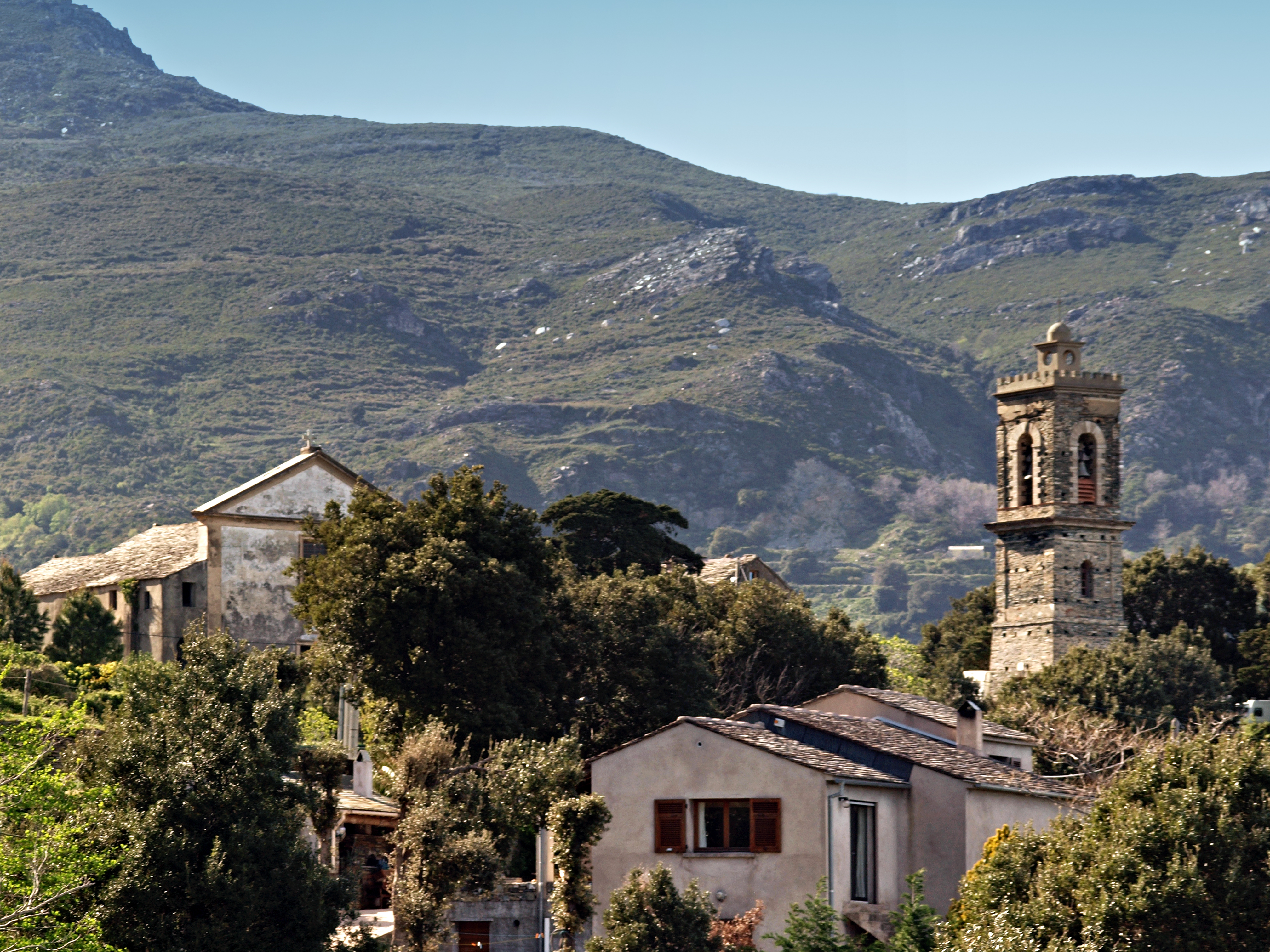
Ehemaliges Konvent Sant’ Antone
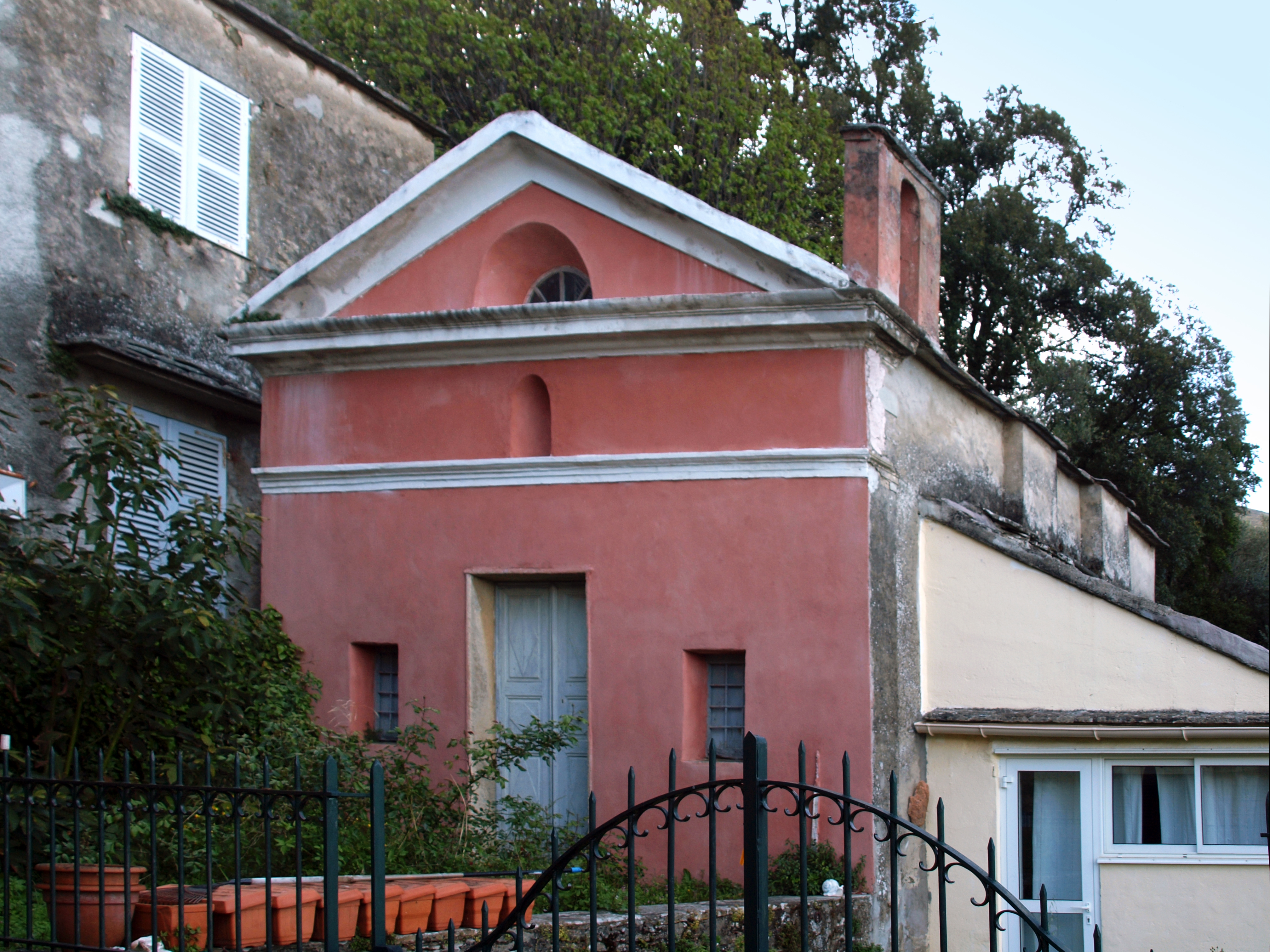
Kapelle Notre-Dame des Neiges
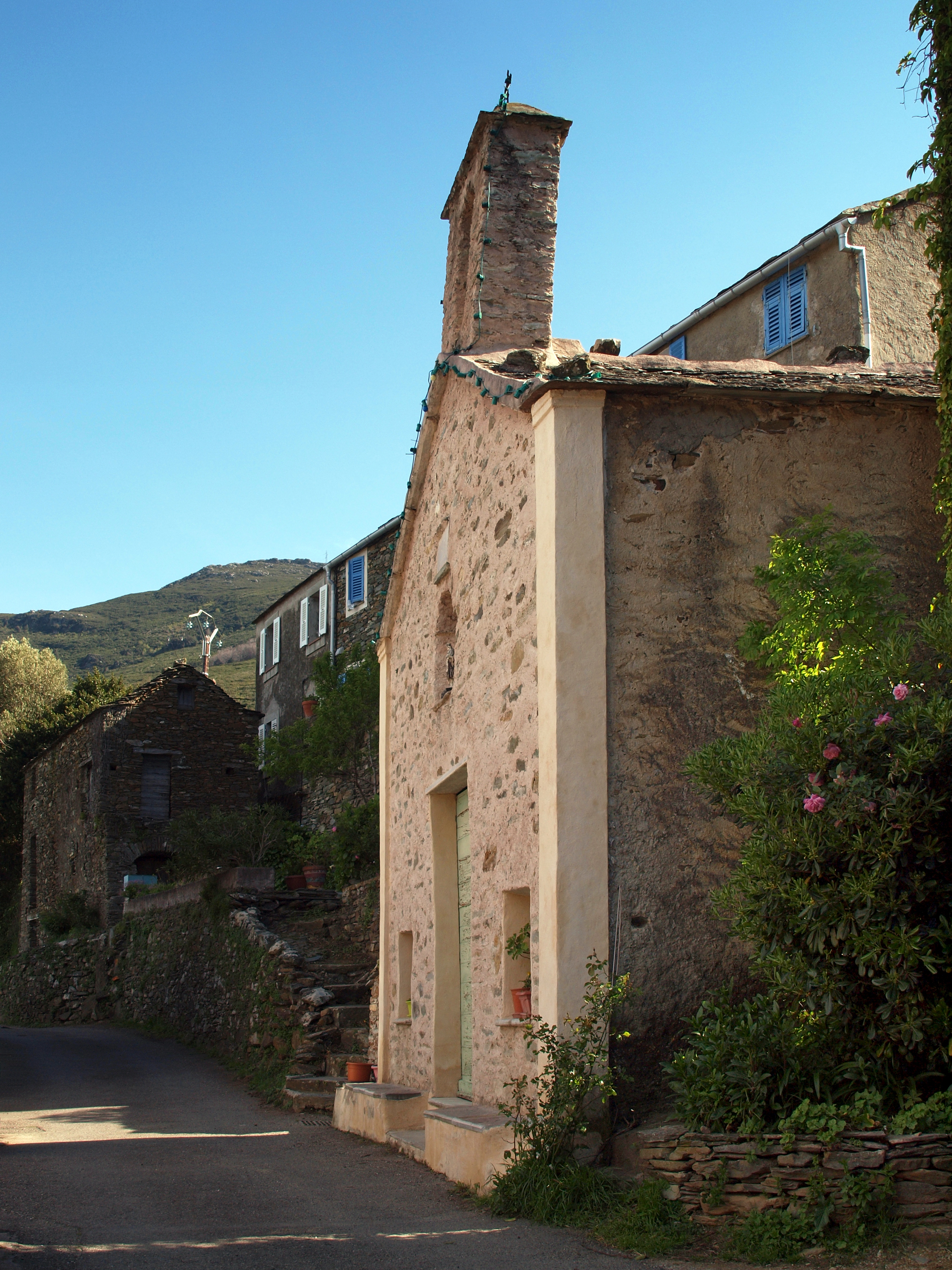
Kapelle Saint-Joseph
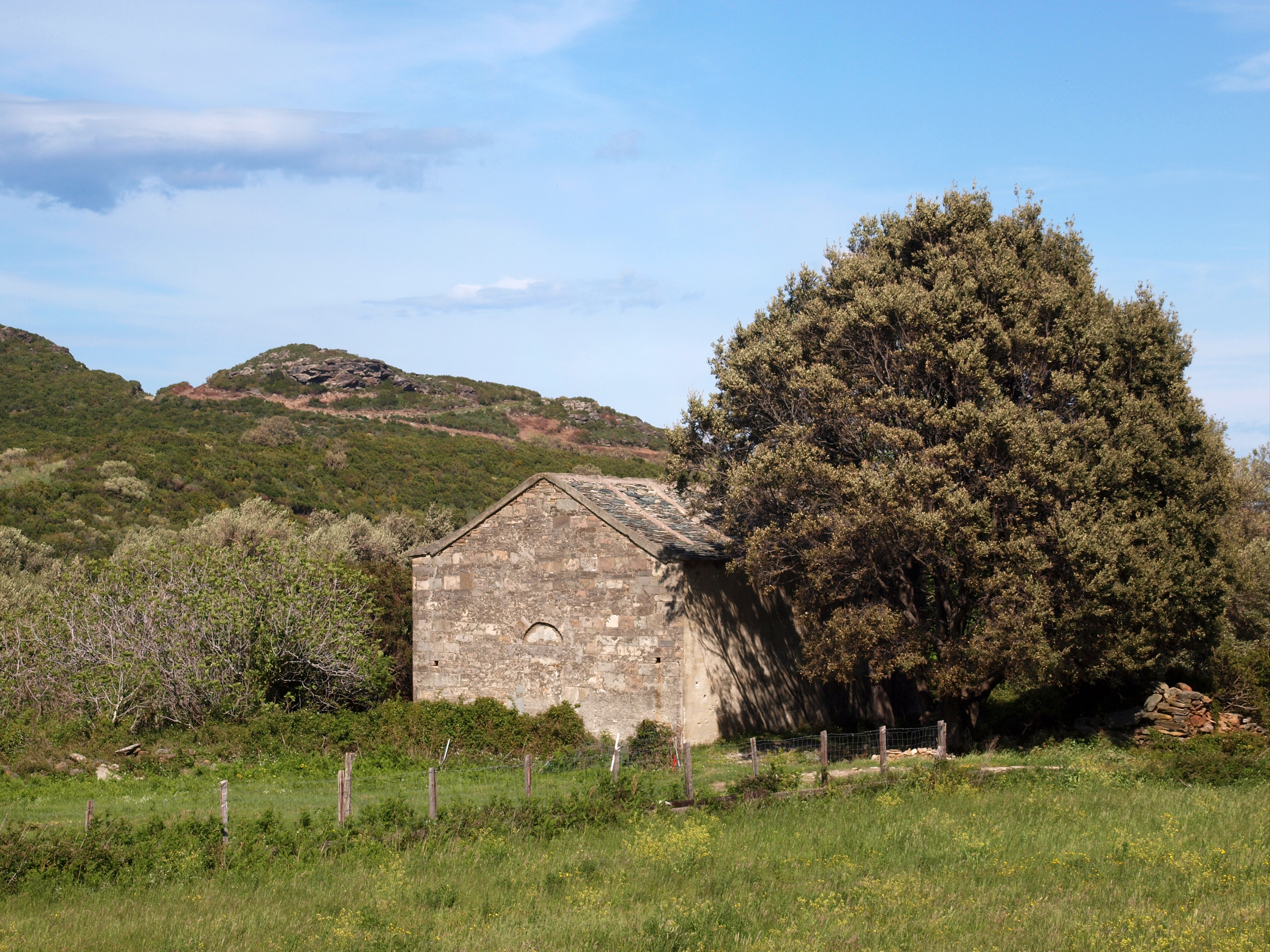
Kapelle San Giuvanni
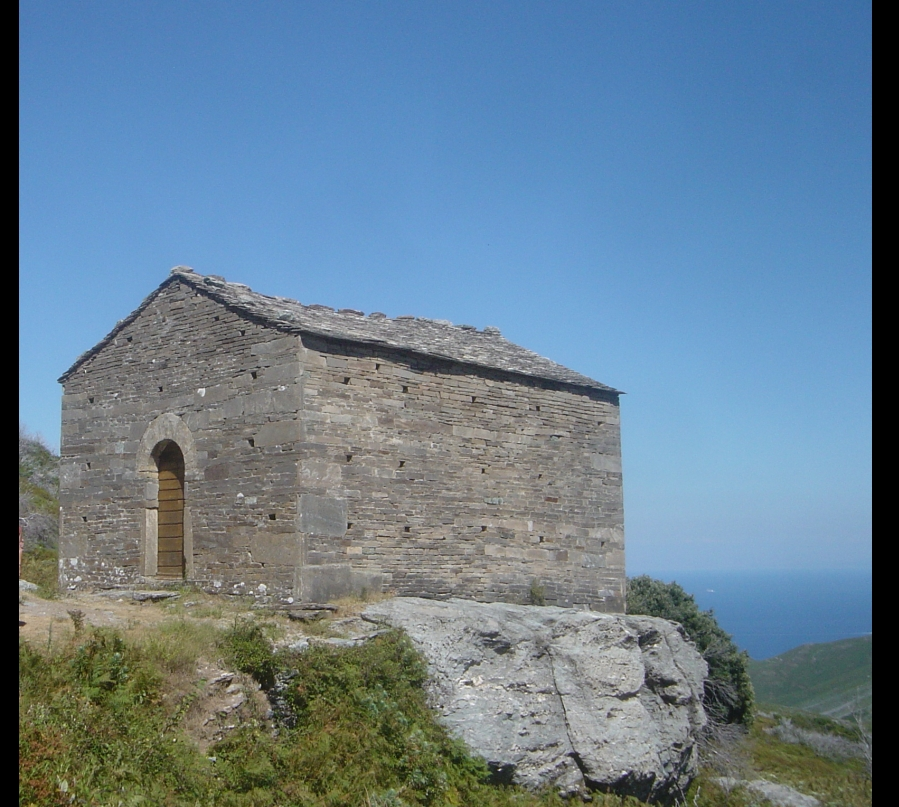
Kapelle San Michele
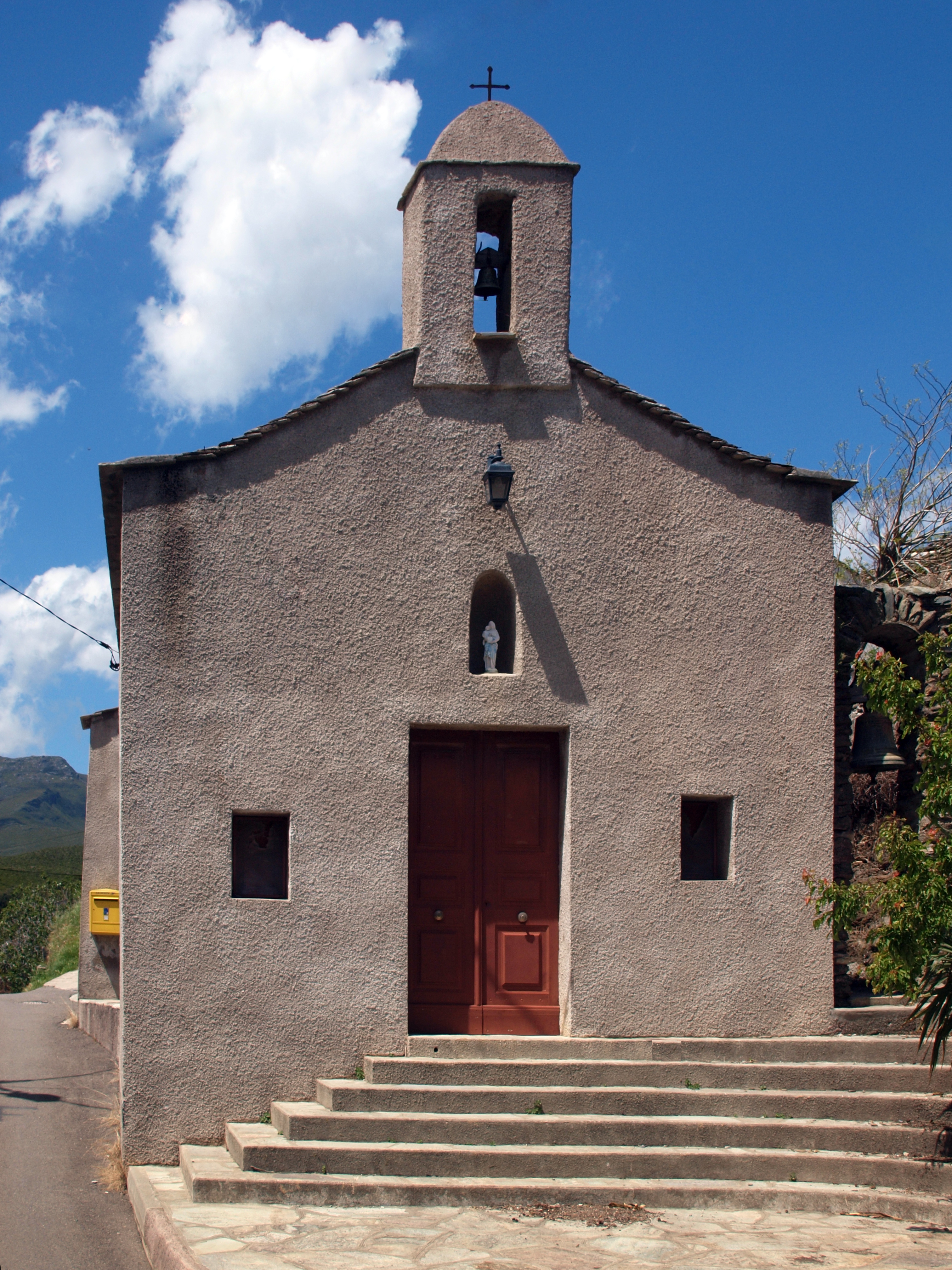
Kapelle Santa Maria Nativita
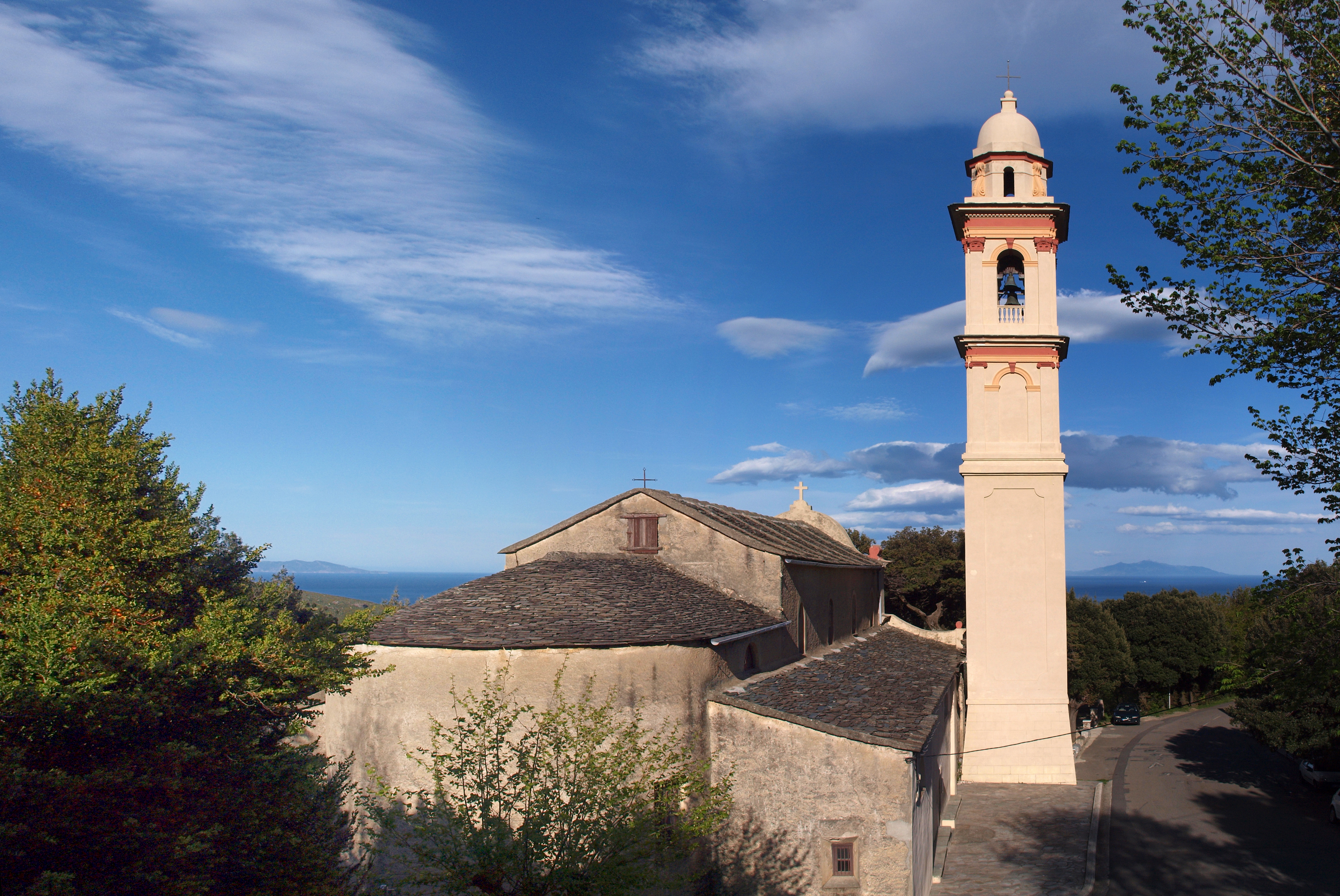
Kirche Saint-Martin
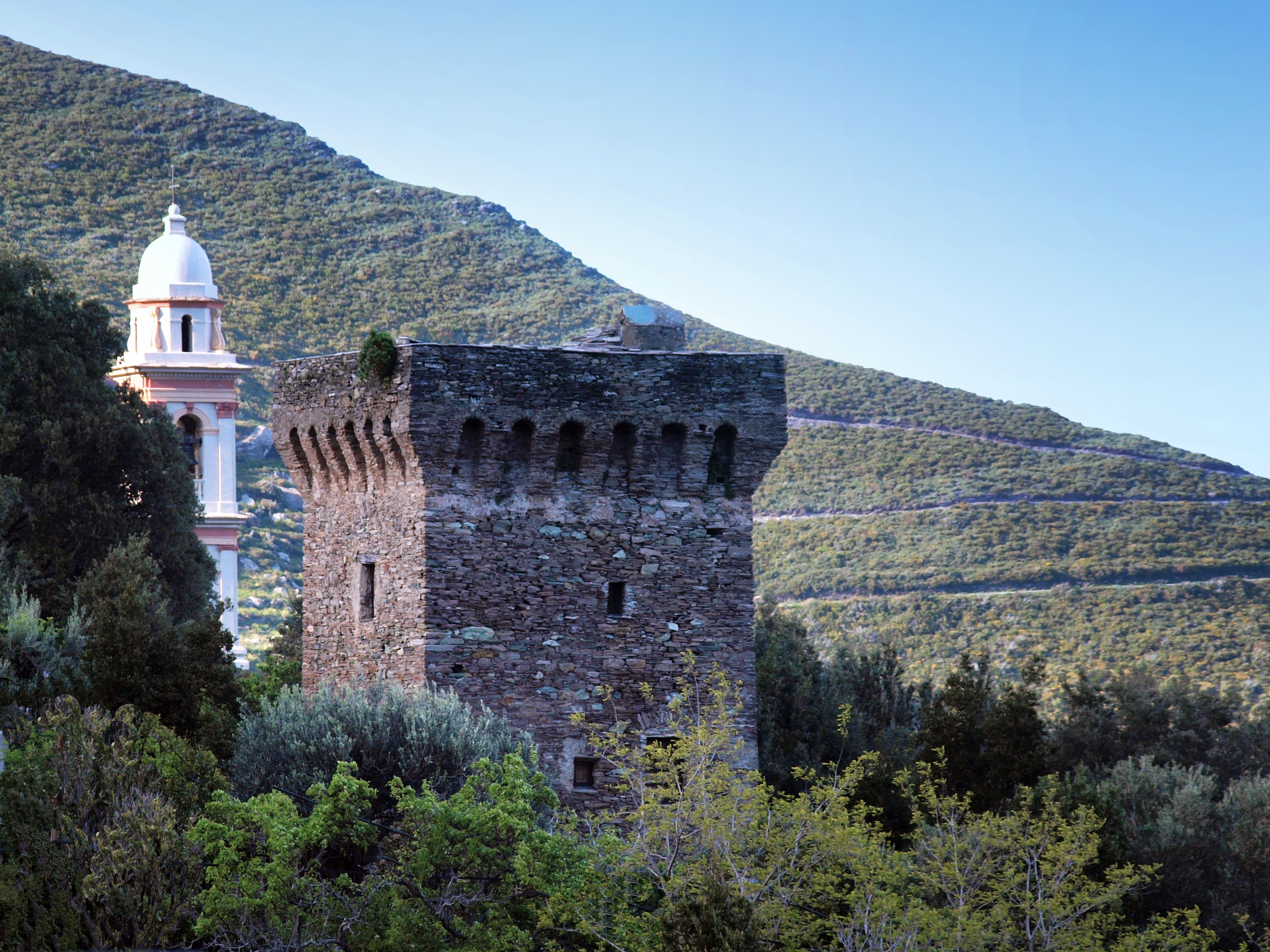
Genueserturm von Monacaja
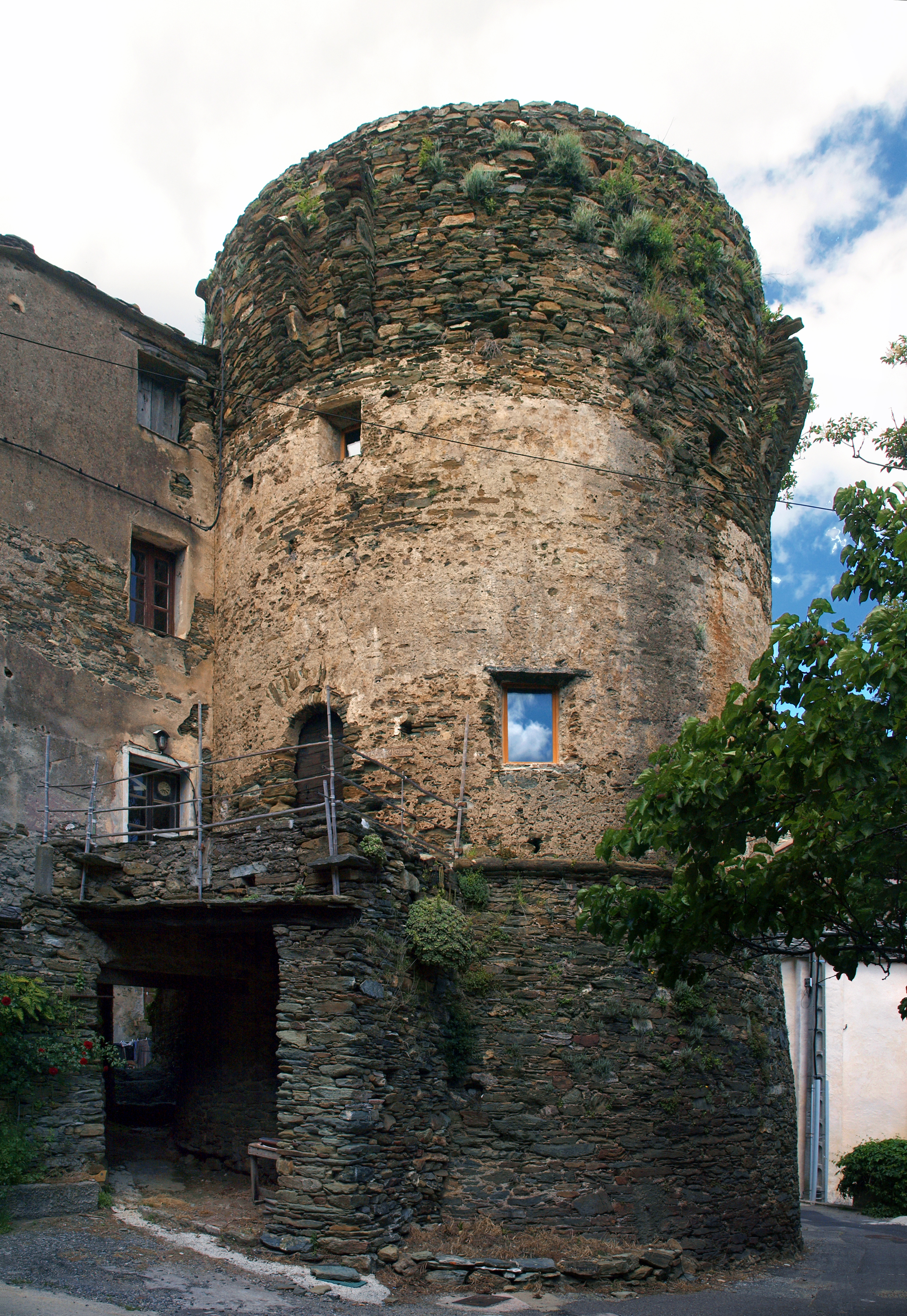
Genueserturm von Balba
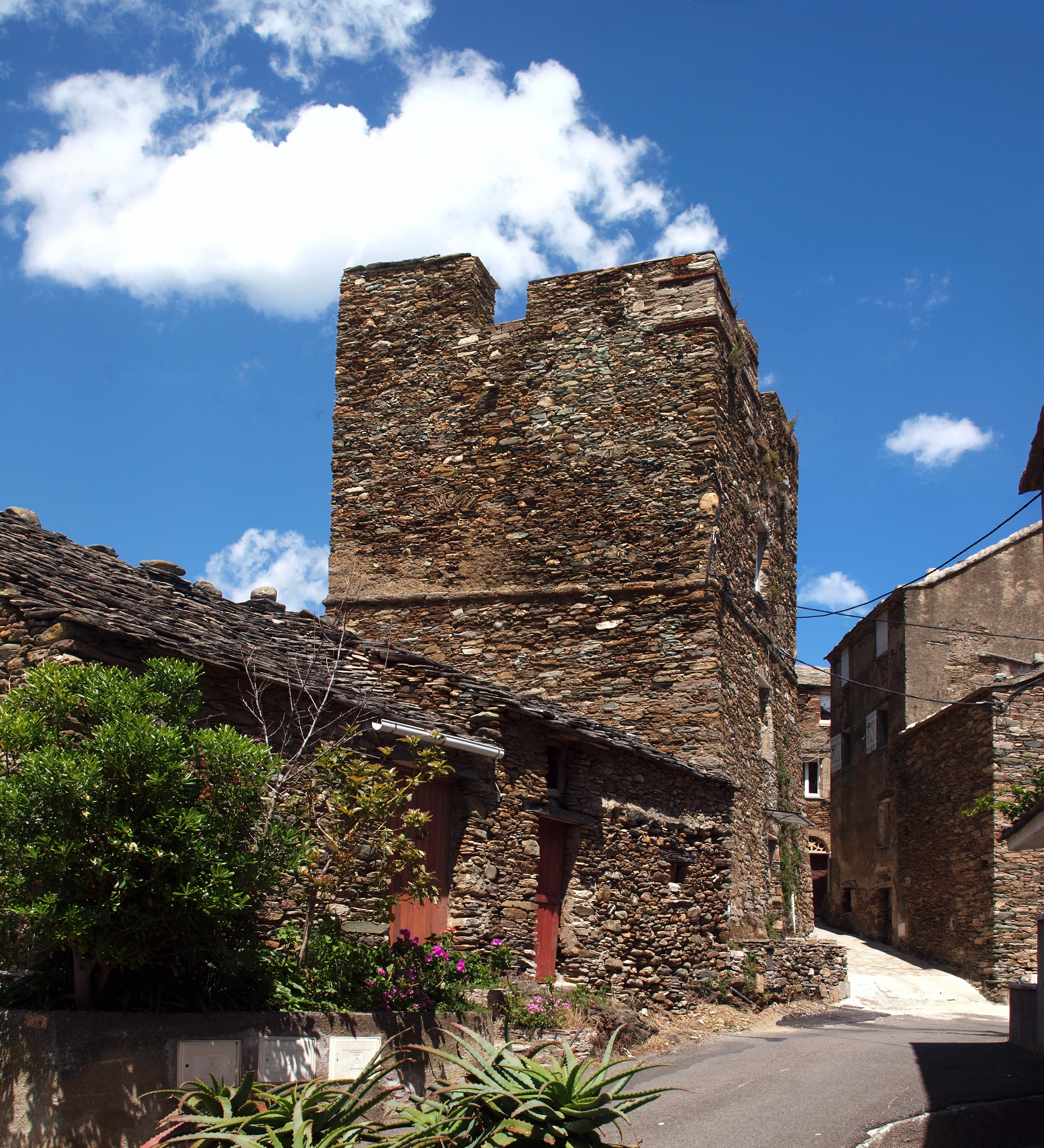
Genueserturm von Crosciano